# Ali B
Ali Bouali (en arabe : علي ب), dit Ali B ou simplement Ali, né le 16 octobre 1981 à Zaanstad (Pays-Bas), est un rappeur, humoriste et acteur néerlando-marocain ayant grandi à Almere. Il est le cousin du rappeur Yes-R.
Le rappeur fut connu en 2005 avec son single Leipe Mocro Flavour en featuring avec Yes-R et Brace qui a été classé 2e du Single Top 100. Également présentateur de télévision, acteur et humoriste, il travaille dans sa carrière avec des artistes internationaux tels que Akon, RedOne, Dimitri Vegas & Like Mike ou encore Boef. Il concoctera en 2006 la chanson officielle pour l'équipe des Pays-Bas en Coupe du monde 2006 et en 2018 la chanson officielle pour l'équipe du Maroc en Coupe du monde 2018.
Il a également joué le rôle d'acteur dans le film belge Gangsta, sorti en février 2018.

## Biographie
Ali naît à Zaanstad aux Pays-Bas dans une famille marocaine, de parents originaires de M'diq au nord du Maroc. À l'âge de deux ans, la famille déménage dans le quartier De Pijp dans la capitale d'Amsterdam. Ali y grandit jusqu'à ses 10 ans avant de déménager encore une fois à Amsterdam-Oost. C'est là qu'Ali grandit et entre dans le monde criminel en se mettant à vendre de la cocaïne et du cannabis afin de subvenir à ses besoins. À ses 14 ans, ses parents divorcent et la mère d'Ali décide de déménager avec son fils dans la ville d'Almere. À ce moment, Ali s'écarte du mauvais chemin et se met dans l'islam, et fait ses débuts dans le rap.
Il travaille également comme présentateur de télévision, humoriste et propriétaire de label de divertissement SPEC. Depuis 2000, la popularité de Ali B est allée en grandissant. Le rappeur a reçu un TMF Award en 2005 et 2006. Tout au long de sa carrière, il a travaillé en collaboration avec Akon, Bokoesam, Nino, Yes-R, Ziggi, Baas B, The Opposites, Brace, Brutus (en), Brownie Dutch, Sjaak, Keizer, Lange Frans, Kleine Viezerik, Priester, The Partysquad et Fresku. En 2008 et 2011-2013 il présente ses propres programmes sur la télé : la série De flat van Ali B. et Ali B op Volle Toeren. En 2013, il fonde sa propre maison de production North Sea Camel qui produit en 2013-2014 sur scène Ali Beken(d)t et en 2014 la série télévisée : Ali B. et les 40 souhaits dans lequel de jeunes marginaux vont réaliser les vieux souhaits de personnes âgées.
Ali B s'est marié en 2006 et il a deux enfants. Il habite actuellement à Almere. Il a reçu du journal Flair le Papa avec flair Award 2013.
En 2016, il est membre du jury de la version néerlandaise de The Voice Kids.
En 2018, il prend part en tant qu'acteur dans le film Gangsta.

## Relations et polémique

### Rapports criminels avec la Mocro Maffia
En 2008, il sort le clip Baas en featuring avec le rappeur Sjaak. Dans le clip, les enquêteurs néerlandais s'apercevront de la présence de Redouan Boutaka et de Najib 'Ziggy' Himmich, deux grandes figures de la mafia marocaine à Amsterdam, assassinés chacun à leur tour dans le fameux conflit de la Mocro Maffia. Dans l'émission télévisée 24 uur met Theo Maassen, expliquera le passé d'Ali B dans la drogue, et que les figures de la Mocro Maffia étaient ses amis d'enfance avec qui il a passé sa jeunesse à Amsterdam-Oost, mais qu'il n'a actuellement plus aucun rapport avec le milieu criminel.

### Accusations d'agressions sexuelles
Le 15 janvier 2022, à la suite d'une série de plaintes pour faits de mœurs liées à l'émission The Voice of Holland, Ali B est accusé de comportements inappropriés, ce qu'il nie à l'époque. Sa participation aux émissions est suspendue par RTL pour la durée de l'enquête. L'affaire est finalement jugée à Haarlem en juin 2024. Ali B étant accusé de deux viols et deux agressions, notamment sur la chanteuse et actrice Ellen ten Damme. Il écope le 12 juillet de deux ans de prisons pour deux de ces faits.Décision dont il a fait appel.

## Prix et nominations
| Année | Prix                         | Catégorie                                                                  |  |
| ----- | ---------------------------- | -------------------------------------------------------------------------- |  |
| 2000  | Poetry Slam                  |                                                                            |  |
| 2004  | Essent Awards                |                                                                            |  |
| 2004  | Megaward                     |                                                                            |  |
| 2004  | Zilveren Harp                |                                                                            |  |
| 2004  | Dutch Urban Award            |                                                                            |  |
| 2004  | Mobo Award                   | Meilleur Dutch Urban act                                                   |  |
| 2004  | Prix Pop                     |                                                                            |  |
| 2005  | Mobo Award                   |                                                                            |  |
| 2005  | Kids Choice Award            | Meilleur Kaaskop (Tête de fromage, surnom néerlandais)                     |  |
| 2005  | TMF Award                    | Meilleur débutant                                                          |  |
| 2005  | Nightlife Award              |                                                                            |  |
| 2006  | TMF Awards                   | Meilleur Urban Act                                                         |  |
| 2007  | 3FM Awards                   | Meilleur Artiste R&B/HipHop                                                |  |
| 2012  | Gouden Televizier-Ring       | nomination Meilleur programme télé pour le programme Ali B op volle toeren |  |
| 2012  | Zilveren Televizier-Ster Man | Meilleur présentateur masculin                                             |  |

## Discographie

### Singles
- 2003 : Waar gaat dit heen feat. Karima
- 2004 : Ik ben je zat
- 2004 : Wat zou je doen feat. Marco Borsato
- 2005 : Leipe Mocro Flavour feat. Yes-R et Brace
- 2005 : Wat zullen we drinken feat. Bots
- 2006 : GHETTO (ARAB REMIX) feat. Akon et Yes-R
- 2006 : Rampenaren feat. Yes-R et THE PARTYSQUAD
- 2006 : Wij Houden Van Oranje feat. André Hazes
- 2006 : ZOMERVIBE
- 2006 : Till Morning feat. Ziggy
- 2007 : Dit gaat fout
- 2007 : Jeweetzelluf feat. Big2
- 2007 : Groupie Love feat. Yes-R, Gio et Darryl
- 2008 : Baas feat. Sjaak
- 2008 : Niks te maken feat. Sjaak
- 2009 : Me boy (remix) feat. Yes-R et Lange Frans
- 2013 : Muziek
- 2015 : Terwijl jullie nog bij me zijn feat. Rubben Annink
- 2015 : Gekke kleine jongen feat. Glen Faria
- 2016 : EEN KLEIN BEETJE GELUK feat. Sevn Alias et Boef
- 2016 : Let's go feat. Keny B et Brace
- 2016 : Dat is money feat. Ronnie Flex
- 2016 : DOUANE feat. Adje, Josylvio et Sevn Alias
- 2016 : Waarheid op straat feat. Glen Faria
- 2017 : Glimp van de duivel feat. NIELSON
- 2017 : Voy a bailar feat. RedOne, Boef et Rolf Sanchez
- 2017 : OBESITAS feat. Mula B et Dopebwoy
- 2017 : Paranoia feat. Lijpe, Glades et Mula B
- 2018 : BENTAYGA
- 2018 : Amsterdam Marrakech feat. Ahmed Chawki, Brahim Darri et Soufyane Eddyani
- 2018 : DANA feat. R3hab, Cheb Rayan et Numidia

### Documentaires et interviews
- 2016 : Documentaire Mocrorappers diffusé sur Videoland ;